# 真夜中のナイチンゲール
「真夜中のナイチンゲール」（まよなかのナイチンゲール）は、竹内まりやの29枚目のシングル。2001年2月28日にMOON RECORDSより発売された。

## 概要
「真夜中のナイチンゲール」はTBS系ドラマ東芝日曜劇場『白い影 -Love and Life in the White-』の主題歌として書き下ろされた、竹内まりやの真骨頂ともいえる、やさしさと切なさを秘めたミディアム・バラード。この曲を制作するにあたって、竹内本人がバラエティー番組に映る中居正広を観て感じたことが、歌詞に当てられている。楽曲は中居自身の写真を見ながら制作され、制作後、竹内がSMAPのライブに訪れた際には「中居の目に直江に通じる悲しみのようなものを感じた」とラジオで語った。
カップリングには、18年振りのライブ・パフォーマンスを収めたライブ・アルバム『Souvenir〜Mariya Takeuchi Live』から「プラスティック・ラブ」を収録。併せて収録されたオリジナル・カラオケはアルバム『VARIETY』収録のスタジオ・バージョンのカラオケ。2014年リリースの『VARIETY -30th Anniversary Edition-』にボーナス・トラックとして収録された。

## ミュージックビデオ
「カムフラージュ」「天使のため息」に続き、「真夜中のナイチンゲール」にはオフィシャル・ミュージック・ビデオが制作された。

## パッケージ、アートワーク
初回盤のみ、抽選で300名に「竹内まりやプレミアム・フォト・パネル時計」が当たるプレゼント抽選応募券が、帯に付けられた。また本作より、シングルは12cmCDのみでのリリースとなった。

## チャート成績
累計売上は14.6万枚。

## 収録曲
| 全作詞・作曲: 竹内まりや、全編曲: 山下達郎。 |                                                                  |            |            |      |
| #                                            | タイトル                                                         | 作詞       | 作曲・編曲 | 時間 |
| 1.                                           | 「真夜中のナイチンゲール」(TBS系ドラマ日曜劇場「白い影」主題歌)  | 竹内まりや | 竹内まりや | 5:22 |
| 2.                                           | 「プラスティック・ラブ」(from「Souvenir～Mariya Takeuchi Live」) | 竹内まりや | 竹内まりや | 5:53 |
| 3.                                           | 「真夜中のナイチンゲール」(オリジナル・カラオケ)                 | 竹内まりや | 竹内まりや | 5:23 |
| 4.                                           | 「プラスティック・ラブ」(オリジナル・カラオケ)                   | 竹内まりや | 竹内まりや | 4:47 |

## レコーディング・メンバー

### 真夜中のナイチンゲール
- 山下達郎 : Compter & Synthesizer Programming, Electric Guitar, Acoustic Guitar, 12string Acoustic Guitar, Nylon String Guitar, Keyboards, Percussion & Background Vocals
- 橋本茂昭 : Compter & Synthesizer Programming

## 収録アルバム
- Bon Appetit!（#1）
- Souvenir〜Mariya Takeuchi Live（#2）
- Expressions（#1）

## カバー
- ジノ・ヴァネリ（2003年4月16日、コンピレーション・アルバム『Sincerely...II〜Mariya Takeuchi Songbook〜』）